# Collyer (Kansas)
Pour les articles homonymes, voir Collyer.
La ville de Collyer est située dans le comté de Trego, dans l’État du Kansas, aux États-Unis. Sa population s’élevait à 109 habitants lors du recensement de 2010, estimée à 105 habitants en 2016.